# Griphoneura tarsalis
Griphoneura tarsalis är en tvåvingeart som beskrevs av Charles Howard Curran 1938. Griphoneura tarsalis ingår i släktet Griphoneura och familjen lövflugor.
Artens utbredningsområde är Panama. Inga underarter finns listade i Catalogue of Life.